# Nogajowie
Nogajowie (przest. nagaj, Nogajscy Tatarzy, także Krymscy Stepowi Tatarzy, własna nazwa – ногай [noˈɣaj]) – lud turecki, zamieszkujący Kaukaz Północny, południowe Powołże i Półwysep Krymski.

## Etnogeneza

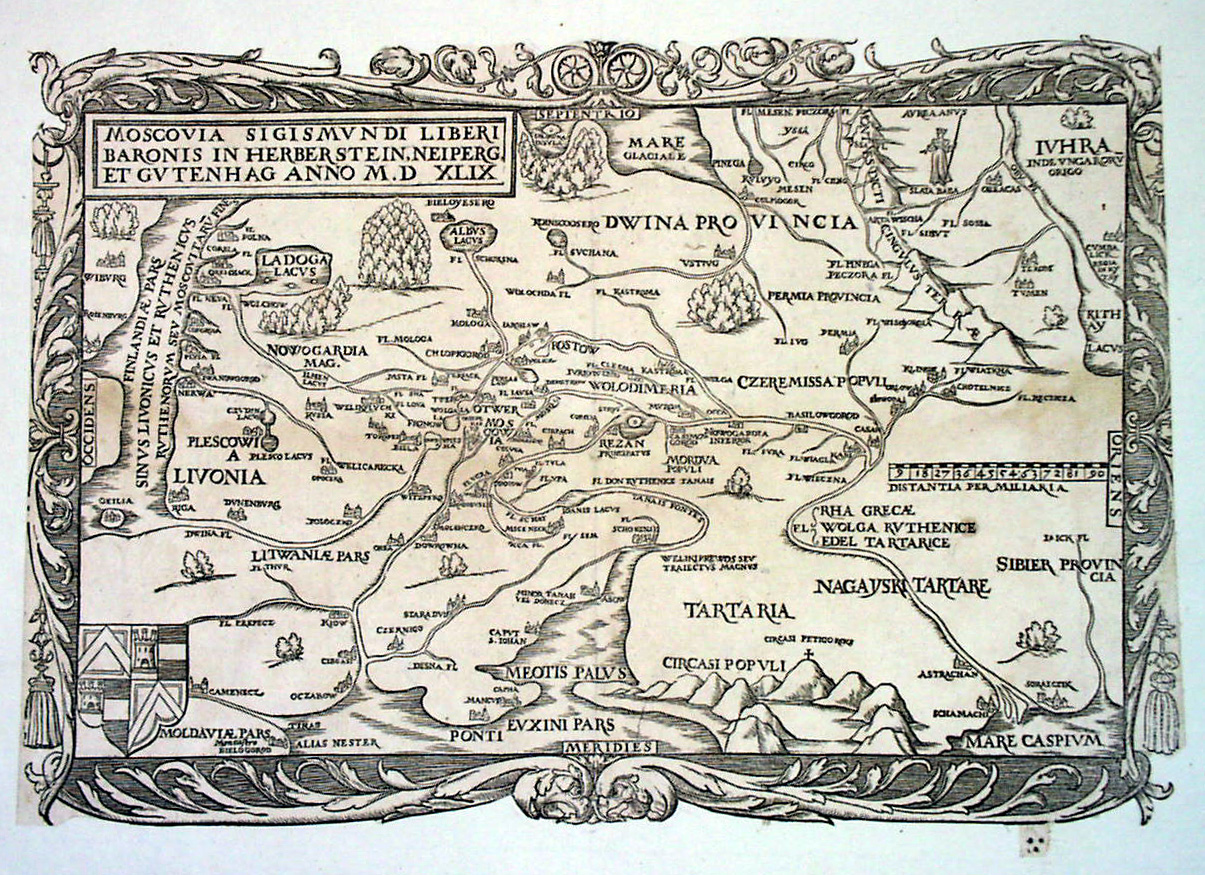
Mapa Sigismunda von Herbersteina zatytułowana „Moscovia” z 1549 umieszcza „Tatarów Nogajskich” na stepie na północ od Kaukazu i Astrachania.

W etnogenezie Nogajów brały udział takie starożytne ludy jak: Siracy, Ujsuni, Ujgurzy, Kipczacy, Asi, Kereici, Dormeni, Najmanowie, Mangini, Bułgarzy, Katagani, Bajdarzy i inne, mieszkające w regionie Irtyszu, północno-zachodniej Mongolii, Azji Środkowej, południowym Uralu, Dolnej Wołdze, Kaukazie Północnym, północnym regionie Morza Czarnego, w regionie Donu, regionie Azowskim i regionie Dolnego Dniepru. Wiele z nich posiadało własne państwa. Pojawienie się etnonimu „nogaj”, jest związane z przywódcą wojskowym i politycznym zachodniego ułusu Złotej Ordy, Beklerbekiem Nogajem, żyjącym w XIII wieku. Nogaj skonsolidował wokół siebie ludy protonogajskie, które otrzymały wkrótce swój etnonim po imieniu swojego wodza. Według dobrze znanych źródeł, najwcześniejszym pojawieniem się nazwy „Nogais”, w kontekście ery Złotej Ordy, jest określenie „nogaj” wzdłuż lewego brzegu Dniestru na Mapie Świata, weneckiego kartografa Andrea Bianco w 1436 roku. W okresie panowania Złotej Ordy, pod wspólnym etnonimem „nogaj”, rozumiano całą ludność koczowniczą i pół-koczowniczą obszaru stepowego między Dunajem, Donem, Kubaniem, Terekiem, Wołgą, Uralem i Embą.

## Język
Język nogajski należy do tureckiej grupy językowej w ramach ałtajskiej rodziny językowej. W trakcie rozproszenia narodu nogajskiego, wytworzyły się cztery dialekty tego języka: karanogajski, współczesny nogajski, aknogajski i karagaszski. Wraz z dialektami języka krymsko-tatarskiego, kipczackiego dialektu języka uzbeckiego, tworzą kipczacko-nogajską podgrupę kipczackiej grupy języków tureckich. Na rozwój języka nogajskiego największy wpływ miały ludy kipczacko-połowieckie. Język literacki utworzono na podstawie dialektu karanogajskiego i nogajskiego języka mówionego. Piśmiennictwo od XVIII wieku do 1928 roku oparte było na liternictwie arabskim, w latach 1928–1938 używano do zapisu alfabetu łacińskiego, od 1938 – cyrylicę.

## Religia
Religia oraz tradycja zachowana była w porządku islamskim.